# Chilenchus
Chilenchus elegans
Genre
Espèce
Synonymes
- Lelenchus elegans Raski & Geraert, 1986

Chilenchus est un genre de nématodes de la famille des Tylenchidae.
Le genre ne compte qu'une seule espèce connue, Chilenchus elegans, trouvée dans un sol humide sous de la toundra épaisse à la baie Orange, sur la péninsule de Hardy, sur l'Île Hoste, au Chili.